# Candón
Candón es un pueblo de la provincia de Huelva, en Andalucía.

La localidad depende administrativamente del Ayuntamiento de Beas. 

## Relieve
Candón se sitúa en una zona baja en el valle del Arroyo Candón, uno de los principales afluentes del río Tinto. Al norte de la aldea el relieve es más accidentado y por tanto domina la vegetación natural, aunque bastante degradada. Destaca como espacio más natural la zona cercana al arroyo. Allí se sitúa, sobre el arroyo de Candoncillo, el embalse del mismo nombre, en término municipal de Niebla. Al sur de la aldea dominan los campos de cultivo, con cereales y olivar como cultivos fundamentales.
Listado de municipios de la provincia http://www.diphuelva.es/servicios/municipios/

## Clima
Candón tiene clima mediterráneo.

## Historia
Candón tiene su origen en un grupo de agricultores que se establecieron en el siglo XX, emigrando de la localidad vecina de Valverde del Camino. Los primeros vestigios arquitectónicos datan, en cambio, de comienzos del siglo XVII. La Iglesia de San José Obrero es de mediados del siglo XX y el patrón es San José Obrero. A 5,2 km se encuentra el Dolmen de Soto.
- Datos: Q5641293
- Multimedia: Candón, Beas / Q5641293